# Véronique Poulain
Pour les articles homonymes, voir Poulain (homonymie).
Véronique Poulain est une écrivaine française née le 11 mai 1965.

## Biographie
Véronique Poulain est la fille entendante de deux parents sourds, Jean-Claude et Josette Poulain. Lui est ouvrier, elle mécanographe, mais lorsqu'elle a quinze ans, ils abandonnent leurs métiers pour monter un théâtre pour sourds, dans lequel Véronique joue parfois. Son père déclare à propos de sa fille Véronique dans une vidéo : « J'aurais aimé avoir un enfant sourd, cela aurait permis une meilleure communication. Mais je l'aime quand même. ». Son oncle Guy Bouchauveau est un humoriste sourd très connu pour la communauté sourde.
Elle travaille dans le domaine du spectacle vivant. Pendant quinze ans, elle est l’assistante de Guy Bedos. 
En 2014, elle écrit son premier livre, Les mots qu’on ne me dit pas, un récit autobiographique où elle raconte avec humour ses rapports avec ses parents sourds.

## Vie privée
Elle a deux enfants.

## Romans
- 2014 : Les Mots qu'on ne me dit pas, Éditions Stock,  (ISBN 978-2-234-07800-0)
- 2016 : Célibataire longue durée, Éditions Stock,  (ISBN 9782234079939)

## Films
- 2014 : La Famille Bélier, film d'Éric Lartigau inspiré de l'histoire de Véronique Poulain